# Guidina Dal Sasso
Guidinia Dal Sasso, née le 16 janvier 1958 à Asiago, est une fondeuse et coureuse de fond italienne. En ski de fond, elle a remporté deux médailles d'argent lors de l'Universiade d'hiver de 1985 et en course en montagne, elle a remporté la médaille de bronze au Trophée mondial de course en montagne 1985.

## Biographie
Guidina s'illustre très tôt dans la discipline de ski de fond. En 1975, elle remporte son premier titre de championne d'Italie junior de la discipline. En 1976, elle prend part aux premières courses de rollerski organisées par Fabio Crestani à Sandrigo et Asiago et domine les épreuves avec une facilité déconcertante.
En 1978, après avoir remporté son premier titre national senior, elle met sa carrière sportive entre parenthèses et donne naissance à son premier enfant Paolo en 1980. À Son retour à la compétition en 1982, elle doit faire face à deux nouvelles concurrentes, ses compatriotes Maria Canins et Manuela Di Centa.
Guidina prend part à ses premiers Jeux olympiques d'hiver en 1984 à Sarajevo. Elle termine dixième du 20 km et neuvième du relais.
Elle connaît une excellente saison 1985. En février, elle prend part à l'Universiade d'hiver à Belluno. Elle y décroche deux médailles d'argent sur le 5 km et le 10 km,. Parallèlement à son activité de fondeuse, elle pratique également la course à pied en été et notamment la course en montagne. En septembre, elle prend part au premier Trophée mondial de course en montagne à San Vigilio di Marebbe. Prenant un départ rapide, elle mène ses coéquipières Chiara Saporetti et Valentina Bottarelli mais se fait doubler par la jeune Olivia Grüner en seconde partie de course. Terminant sur la troisième marche du podium, elle remporte l'or par équipes. Elle connaît sa meilleure saison en Coupe du monde 1985-1986, terminant à la onzième place avec deux quatrièmes places.
En février 1987, elle prend part aux championnats du monde de ski nordique à Oberstdorf. Un gros refroidissement la veille de l'épreuve de 20 km lui fait passer une mauvaise nuit. Néanmoins, elle parvient à effectuer une bonne course et termine à la septième place, obtenant ainsi son meilleur résultat individuel. Engagée dans le relais féminin, elle termine à la cinquième place, le meilleur résultat de l'équipe italienne sur cette épreuve.
Lors des Jeux olympiques d'hiver de 1988 à Calgary, elle termine à la onzième place du 10 km et songe à arrêter sa carrière. Son mari la convainc cependant de continuer.
En 1991, après avoir remporté le titre de championne du monde de rollerski, elle prend sa deuxième pause maternité et donne naissance à sa fille Elisa.
Elle se spécialise par la suite dans les courses marathon où elle décroche plusieurs victoires et s'impose notamment cinq fois à la Marcialonga.
Guidina prend part à ses troisièmes Jeux olympiques en 1994 à Lillehammer. Ne prenant part qu'à l'épreuve de 30 km, elle y termine dix-septième.
Elle devient par la suite conseillère provinciale du Verbano-Cusio-Ossola chargée du tourisme et des sports.

## Vie privée
Guidina est mariée avec l'entraîneur de ski de fond Ferdinando Longo Borghini avec lequel elle a deux enfants : Paolo et Elisa.

## Palmarès en ski de fond

### Jeux olympiques d'hiver
| Épreuve / Édition   | 5 km | 10 km                            | Poursuite                        | 15 km                            | 20 km                            | 30 km                            | 4 × 5 km |
| JO 1984 Sarajevo    | 24e  | 16e                              | Épreuve inexistante à cette date | Épreuve inexistante à cette date | 10e                              | Épreuve inexistante à cette date | 9e       |
| JO 1988 Calgary     | 27e  | 11e                              | Épreuve inexistante à cette date | Épreuve inexistante à cette date | 19e                              | Épreuve inexistante à cette date | 10e      |
| JO 1994 Lillehammer | -    | Épreuve inexistante à cette date | -                                | -                                | Épreuve inexistante à cette date | 17e                              | -        |

Légende :
- : pas d'épreuve
- — : Non disputée par Guidina Dal Sasso

### Championnats du monde
| Épreuve / Édition           | 5 km                             | 10 km                            | 10 km                            | Poursuite                        | 15 km                            | 20 km                            | 30 km                            | 4 × 5 km |
| Épreuve / Édition           | 5 km                             | Libre                            | Classique                        | Poursuite                        | 15 km                            | 20 km                            | 30 km                            | 4 × 5 km |
| Mondiaux 1985 Seefeld       | -                                | 8e                               | Épreuve inexistante à cette date | Épreuve inexistante à cette date | Épreuve inexistante à cette date | 14e                              | Épreuve inexistante à cette date | -        |
| Mondiaux 1987 Oberstdorf    | -                                | 15e                              | Épreuve inexistante à cette date | Épreuve inexistante à cette date | Épreuve inexistante à cette date | 7e                               | Épreuve inexistante à cette date | 5e       |
| Mondiaux 1989 Lahti         | Épreuve inexistante à cette date | 31e                              | 30e                              | Épreuve inexistante à cette date | Épreuve inexistante à cette date | -                                | -                                | -        |
| Mondiaux 1991 Val di Fiemme | -                                | Épreuve inexistante à cette date | -                                | 15e                              | Épreuve inexistante à cette date | Épreuve inexistante à cette date | -                                | -        |
| Mondiaux 1995 Thunder Bay   | 13e                              | Épreuve inexistante à cette date | Épreuve inexistante à cette date | 15e                              | 15e                              | Épreuve inexistante à cette date | 8e                               | 4e       |
| Mondiaux 1997 Trondheim     | -                                | Épreuve inexistante à cette date | Épreuve inexistante à cette date | 49e                              | -                                | Épreuve inexistante à cette date | -                                | -        |

Légende :
- : pas d'épreuve
- — : Non disputée par Guidina Dal Sasso

### Coupe du monde
- Meilleur classement général : 11e en 1986
- 3 podiums en relais : 3 troisièmes places

### Universiade d'hiver
| Épreuve / Édition        | 5 km   | 10 km  | 3 × 5 km |
| Universiade 1985 Belluno | Argent | Argent | ?        |

Légende :
- : pas d'épreuve
- — : Non disputée par Guidina Dal Sasso

### Marathon
- 1re Marathon de l'Engadine 1990
- 1re Marcialonga 1991
- 1re Marcialonga 1996
- 1re Marcialonga 1997
- 1re Marcialonga 1998
- 1re Marcialonga 1999
- 1re Toblach–Cortina 1999
- 1re Gsieser-Tal-Lauf 1999
- 1re Gommerlauf 2000

### Championnats d'Italie
- 11 x  (6 individuelles et 5 en relais)
- 17 x  individuelles
- 12 x  individuelles

## Palmarès en rollerski
- aux Championnats du monde 1991
- 3 x  aux Championnats d'Europe

## Palmarès en course en montagne
| no | féminin            | Course                                | Longueur | Départ            | Temps       |
| -- | ------------------ | ------------------------------------- | -------- | ----------------- | ----------- |
| 3e | Médaille de bronze | Trophée mondial de course en montagne | 6 km     | 23 septembre 1985 | 26 min 42 s |